# Дванадцять страв

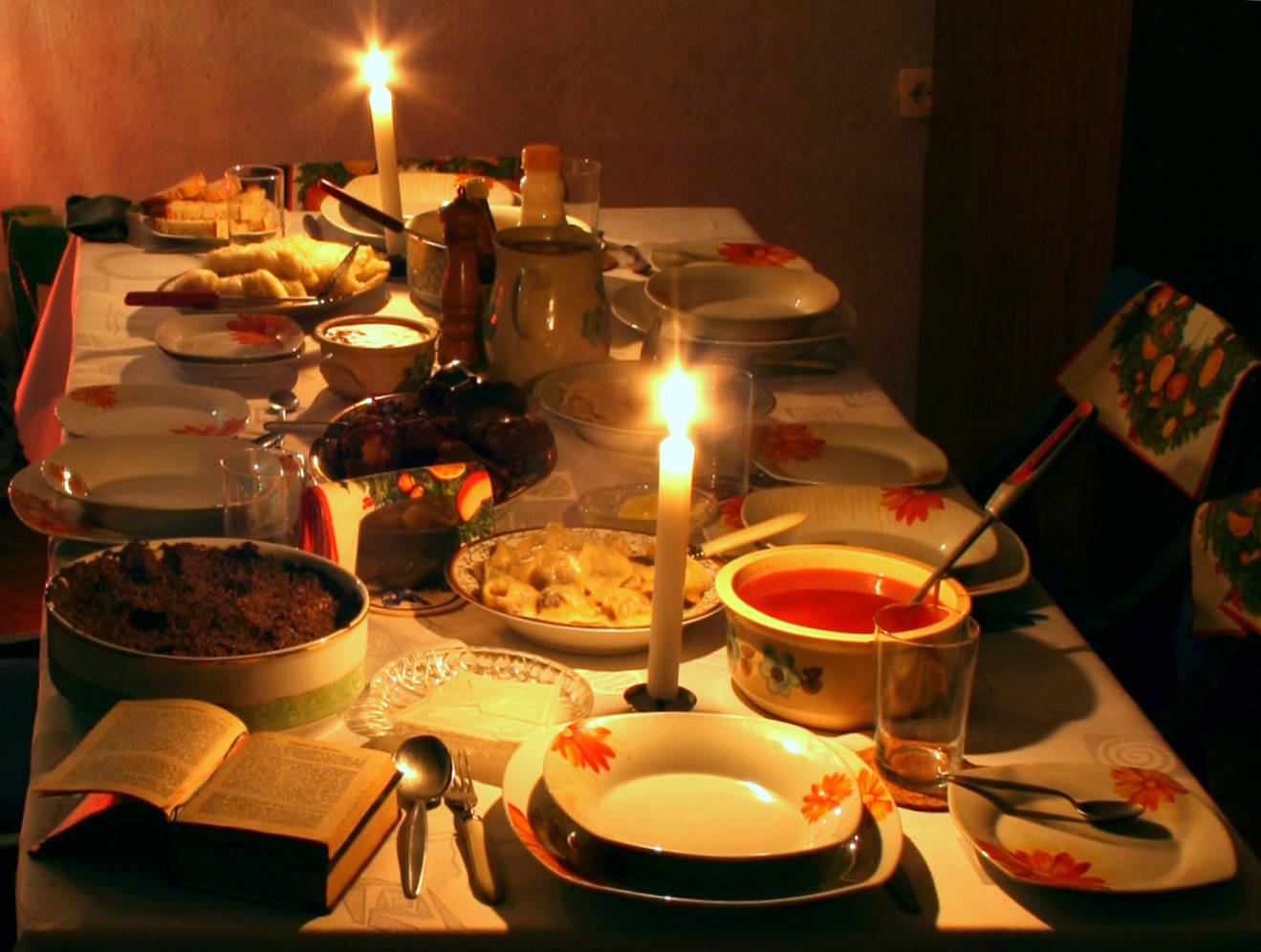
Традиційні страви на польську Віґілію (Святвечір).

Двана́дцять страв — набір визначених страв, приурочений до святкового частування з нагоди певних християнських свят у Центральній, Північній та Східній Європі. Найвідомішими є дванадцять страв на Святвечір. У християнській традиції страви символізують дванадцять апостолів.
Раніше їжа була тісно пов'язана з духовним життям людей. Практично кожному святу — і релігійному, і тому, яке залишилося з язичницьких часів, — відповідав свій набір страв. На різдвяному столі обов'язковими були дванадцять страв, включаючи узвар (компот із сухофруктів) і кутю (кашу зі злакових зерен), млинці чи вареники на масницю, яйця й паски на Великдень, мед і яблука на Спаса й інше. Існувало безліч обрядів і повір'їв, пов'язаних із їжею. Наприклад, на хрестини варили пшоняну кашу в горщику. Потім розігрувалася сценка продажу горщика, і той, хто вносив найбільшу кількість грошей на хрестини, мав право розбити горщик. Вірили, що це сприятиме тому, що дитина буде рости здоровою та щасливою. Гості вважали за честь покуштувати обрядову їжу й узяти на спомин черепок. Традиційно вважається, що страви мають бути пісними. Їхні назви та склад дещо відрізняються залежно від регіону України.

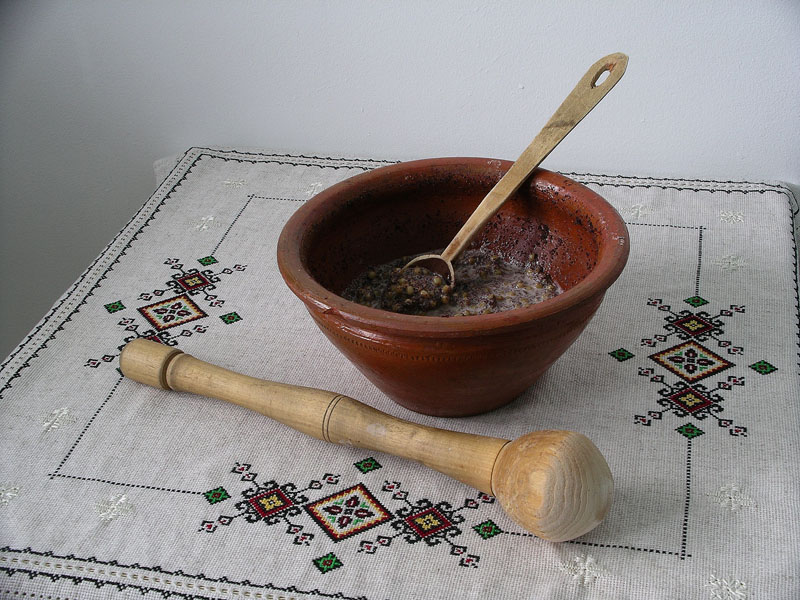
Кутя в макітрі й макогін
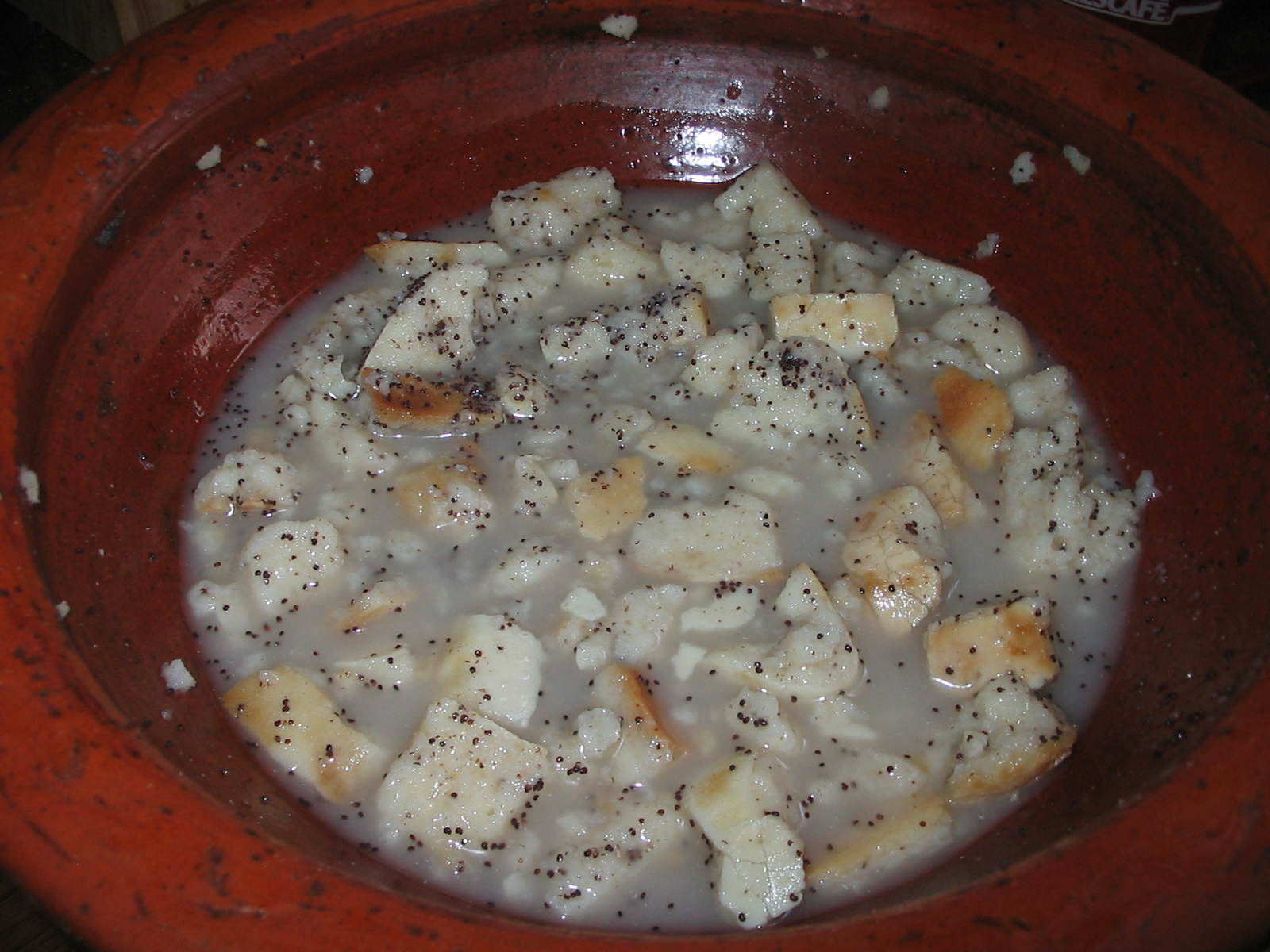
Шулики
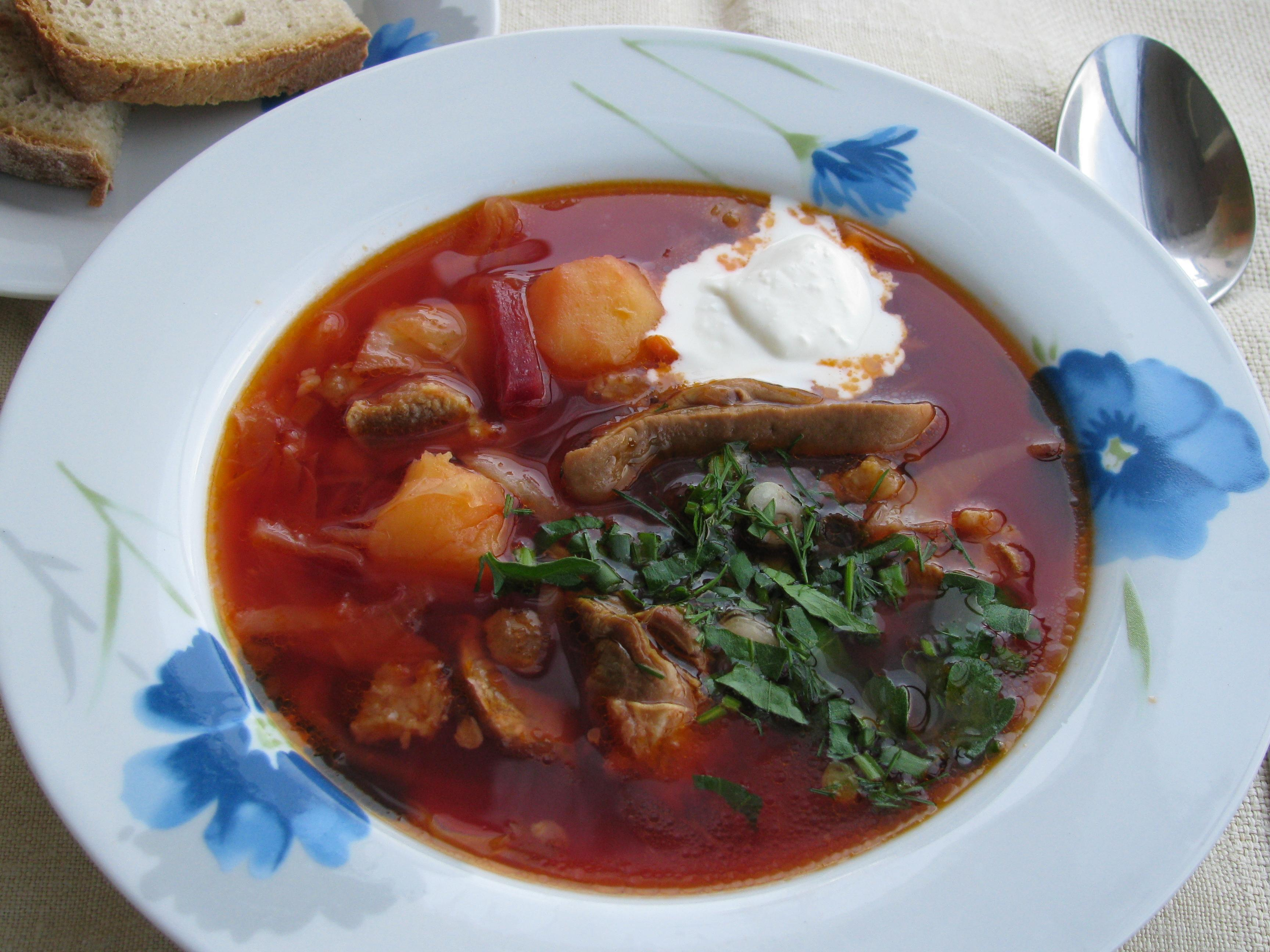
Борщ із грибами
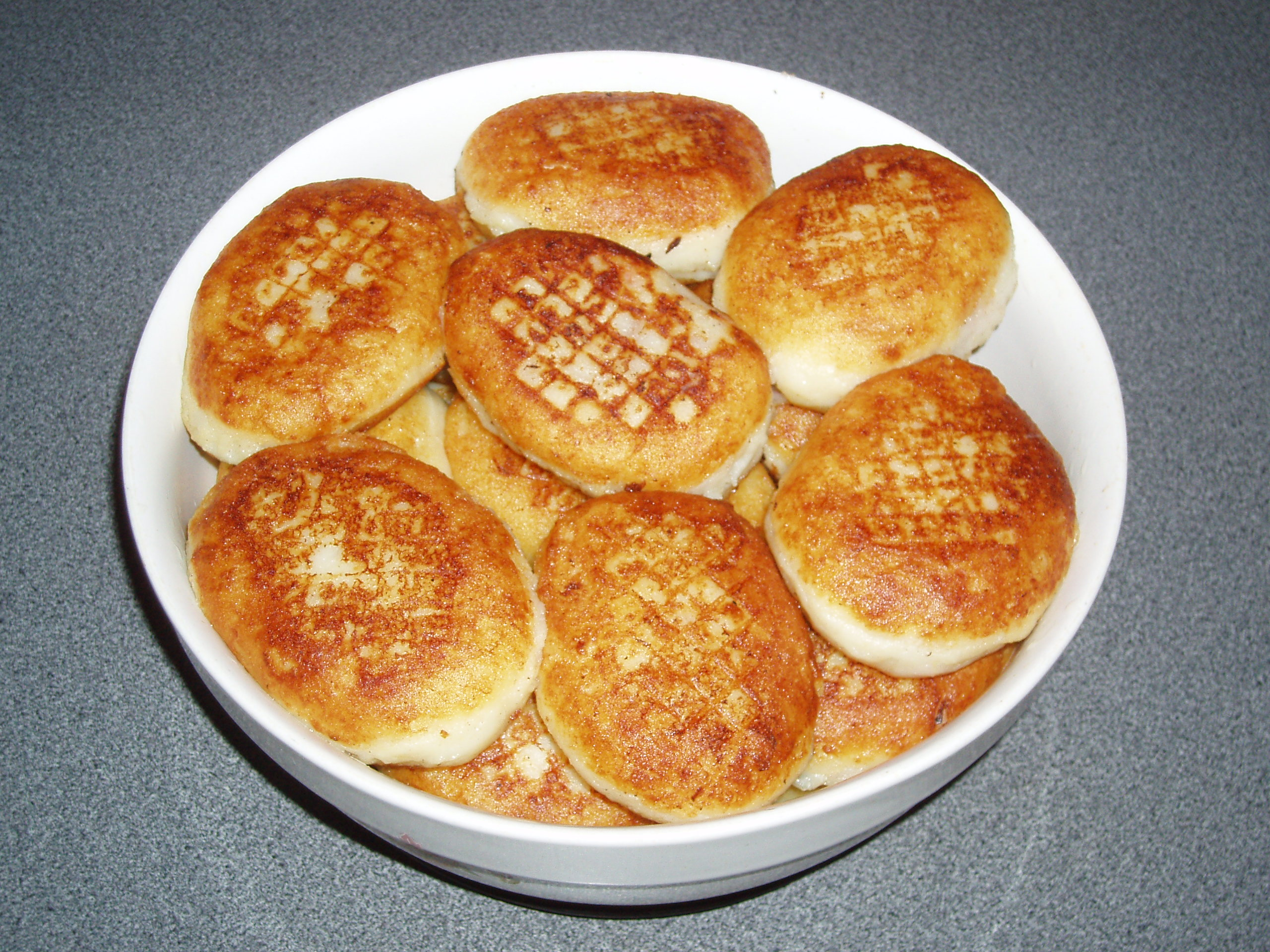
Українські зрази

У Польщі, Литві та Україні за столом залишають зайву тарілку і місце. За народними повір'ями, вночі навідуються духи покійних членів сім'ї.

## Різдвяні дванадцять страв
Найголовнішими обрядовими стравами на Святий вечір є кутя й узвар. Решта страв можуть сильно змінюватися залежно від регіону і традицій родини. Найголовнішою вимогою є те, що страви повинні бути пісними, оскільки Святий вечір припадає на останній день пилипівського посту.
Страви, що готуються на Святвечір:
1. Кутя;
2. Узвар;
3. Голубці;
4. Горох;
5. Вареники з сливами та грушками, вишнями та черешнями;
6. Мариновані гриби;
7. Грибова юшка;
8. Риба смажена чи заливна;
9. Борщ із вушками;
10. Борщ пісний з карасями та грибами;
11. Капусняк, затертий олією та пшоном;
12. Квасоля;
13. Млинці (до борщу);
14. Маринований оселедець;
15. Тушкована капуста з грибами;
16. Гречана каша;
17. Пшоняна каша з грибною приправою на олії;
18. Пироги пісні з капустою, з сливами, з грушами тощо;
19. Салат із буряка й чищеного оселедця;
20. Салат із квашених огірків чи капусти й цибулі, заправлений олією;
21. Пампушки;
22. Калачі;
23. Фаршировані буряки;
24. Городина (морква, буряки, капуста), яблука, груші, сливи (інколи квашені);
25. Гриби;
26. Шулики з медом;
27. Січеники з гороху;
28. Різдвяні зірочки;
29. Деруни (Закарпаття);
30. Часник;
31. Галамбець (Закарпаття);
32. Краплики до пісного борщу (Івано-Франківщина)

Існує певна послідовність споживання страв на Святвечір. Спочатку їдять кутю, а потім голубці, вареники, смажену рибу, капусту й інше, і запивають узваром. За звичаєм, діти носять вечерю, наприклад, хрещеним батькам, а також бабусі й дідусеві.